# Otov
Otov (en allemand : Wottawa) est une commune du district de Domažlice, dans la région de Plzeň, en République tchèque. Sa population s'élevait à 101 habitants en 2017.

## Géographie
Otov se trouve à 9 km au nord-ouest de Domažlice, à 48 km au sud-ouest de Plzeň et à 133 km à l'ouest-sud-ouest de Prague.
La commune est limitée par Poběžovice au nord, par Meclov à l'est, par Ždánov et Pařezov au sud, et par Nový Kramolín et Vlkanov à l'ouest.

## Histoire
La première mention écrite de la localité date de 1239.